# Oedenopiforma orientalis
Oedenopiforma orientalis är en tvåvingeart som beskrevs av Zhang, Yang och Wayne N. Mathis 2009. Oedenopiforma orientalis ingår i släktet Oedenopiforma och familjen vattenflugor. Inga underarter finns listade i Catalogue of Life.